# Catálogo de Nebulosas e Aglomerados de Estrelas (CN)
O Catálogo de Nebulosas e Aglomerados de Estrelas (CN) é um catálogo astronômico de nebulosas inicialmente publicado em 1786 por William Herschel, com a assistência de sua irmã Caroline Herschel. Ele foi posteriormente expandido no Catálogo Geral de Nebulosas e Aglomerados de Estrelas (GC) pelo seu filho, John Herschel. O CN e o GC são os precursores do New General Catalogue (NGC) de John Dreyer, utilizado pelos astrônomos atuais.	

## História
O Catálogo de Nebulosas e Aglomerados de Estrelas foi inicialmente publicado em 1786 por William Herschel no Philosophical Transactions of the Royal Society de Londres. Em 1789, ele adicionou outras 1 000 entradas, e finalmente mais 500 em 1802, levando a um total de 2 500 entradas. Este catálogo originou o uso de letras e números de catalogação como identificadores. O “H” maiúsculo seguido do número de catálogo representava o item.
Em 1864, o CN foi expandido no Catálogo Geral de Nebulosas e Aglomerados de Estrelas (GC) por John Herschel (filho de William). O GC continha 5 079 entradas. Mais tarde, uma edição complementar do catálogo foi publicada postumamente como o Catálogo Geral de 10 300 Estrelas Múltiplas e Duplas. O “h” minúsculo seguido do número de catálogo representava o item.
Em 1878, John Louis Emil Dreyer publicou um suplemento ao Catálogo Geral. Em 1886, ele sugeriu criar um segundo suplemento ao catálogo, mas o Royal Astronomical Society pediu a Dreyer para compilar uma nova versão. Isto levou à publicação do New General Catalogue (NGC), em 1888, e suas duas expansões, os Index Catalogues, em 1895 e 1908.